# Allacapan
Allacapan è una municipalità di quarta classe delle Filippine, situata nella Provincia di Cagayan, nella Regione della Valle di Cagayan.
Allacapan è formata da 27 baranggay:
- Bessang
- Binobongan
- Bulo
- Burot
- Capagaran (Brigida)
- Capalutan
- Capanickian Norte
- Capanickian Sur
- Cataratan
- Centro East (Pob.)
- Centro West (Pob.)
- Daan-Ili
- Dagupan
- Dalayap

- Gagaddangan
- Iringan
- Labben
- Maluyo
- Mapurao
- Matucay
- Nagattatan
- Pacac
- San Juan (Maguininango)
- Silangan
- Tamboli
- Tubel
- Utan